# Leonardo Santana de Olinda
Leonardo Santana de Olinda (São Paulo, 23 de janeiro de 1992) é um atleta brasileiro, campeão da Meia Maratona de São Paulo em 2019 e quarto colocado na Volta Internacional da Pampulha, 2021.